# Praktglansstare
Praktglansstare (Lamprotornis splendidus) är en fågel i familjen starar inom ordningen tättingar.

## Utseende och läten
Praktglansstaren är en stor (25-28 cm) och kortstjärtad glansstare med mycket glansig fjäderdräkt i lila, blått, grönt och brons. Den har längre stjärt än liknande purpurglansstaren och vita istället för orangefärgade ögon. Honan är mindre bronsfärgad på bröstet och den kopparfärgade halsfläcken är mycket mindre. I flykten avger vingarna ett kraftigt, svischande ljud. Flockar är mycket högljudda med utdragna, jamande "mi aaar" och "cho waaaa", men även papegojlika "kreee-aaak".

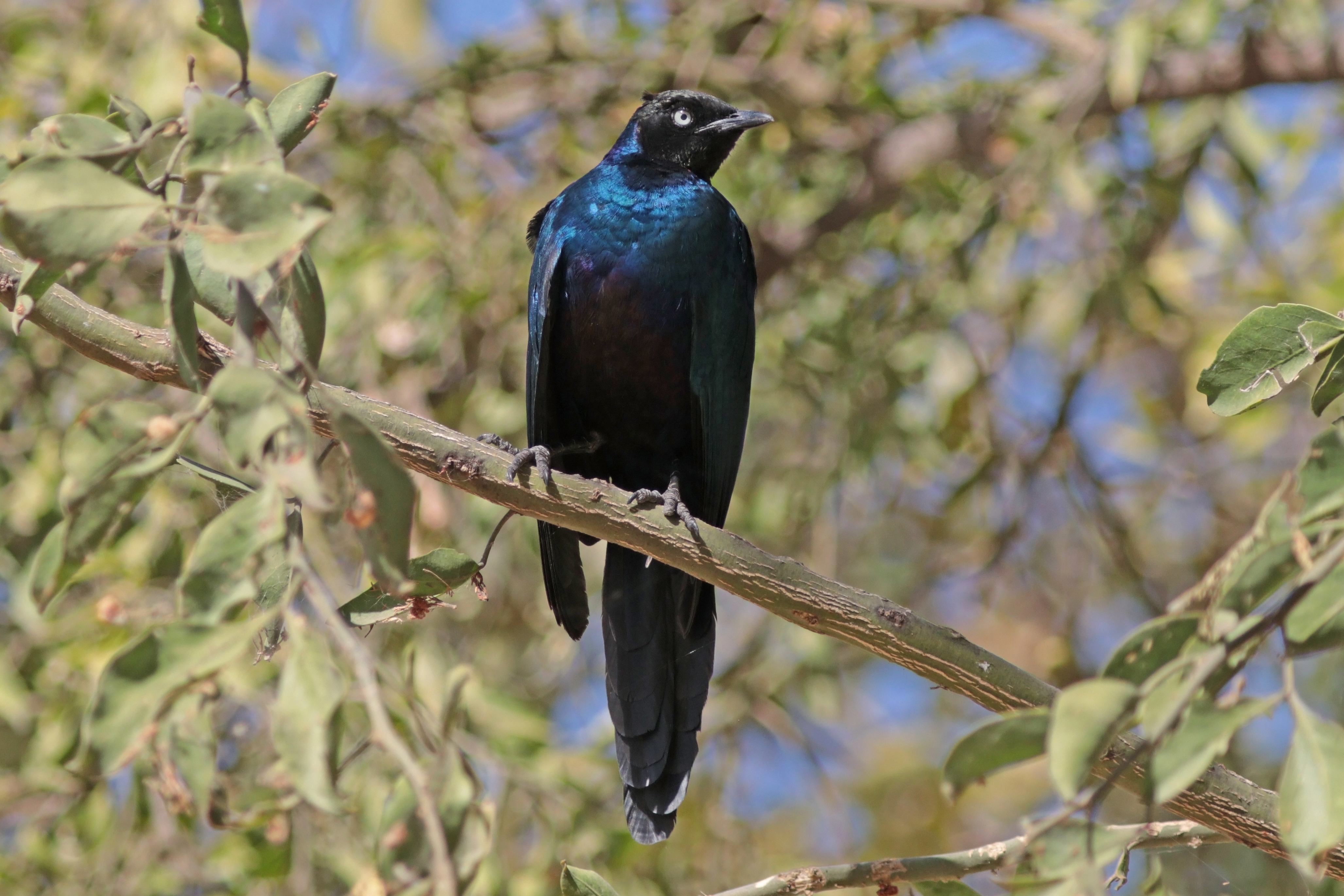
Praktglansstare av nominatformen i Etiopien.

## Utbredning och systematik
Praktglansstare delas in i fyra underarter med följande utbredning:
- Lamprotornis splendidus chrysonotis – förekommer från Senegal och Gambia till Togo
- Lamprotornis splendidus splendidus – förekommer från södra Benin till nordvästra Angola, Etiopien och Zambia
- Lamprotornis splendidus lessoni – förekommer på Bioko (Guineabukten)
- Lamprotornis splendidus bailundensis – förekommer från centrala Angola till Zambia och sydöstra Kongo-Kinshasa

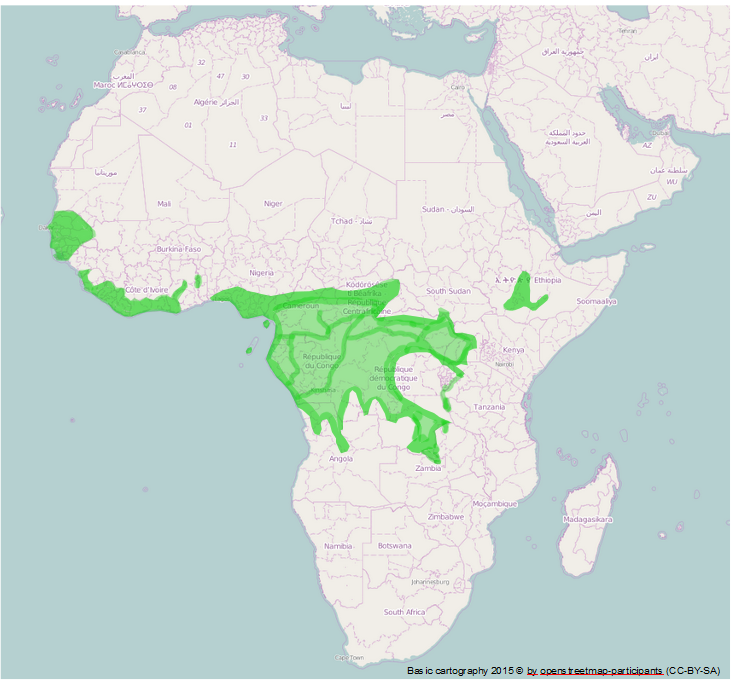
Fågelns utbredningsområde i Afrika.

Fågeln har tillfälligt setts även i Schweiz, men fågeln anses ha rymt ur fångenskap.

## Levnadssätt
Fågeln hittas i låglänt och medelhögt belägen regnskog, ungskog och intilliggande trädgårdar och jordbruksmarker. Födan består huvudsakligen av frukt, men även insekter och ibland andra djur som grodor, ödlor och landlevande sniglar. I Västafrika häckar den mellan december och maj, i Gabon januari–mars.

## Status och hot
Artens populationstrend är okänd, men utbredningsområdet är relativt stort. Internationella naturvårdsunionen IUCN anser inte att den är hotad och placerar den därför i kategorin livskraftig. Världspopulationen har inte uppskattats men den beskrivs som säsongsmässigt mycket vanlig.